# Food Standards Agency
Pour les articles homonymes, voir FSA.
La Food Standards Agency ou FSA (Agence des normes alimentaires) est une agence exécutive du Royaume-Uni responsable de la protection de la santé publique en ce qui concerne l'alimentation. 

## Statuts
La Food Standards Agency est conduite par un comité devant agir pour l'intérêt public. Elle est gérée par le département pour l'environnement, la nourriture et les affaires rurales. Son siège est situé à Londres et elle possède des bureaux dans les trois autres grands territoires du royaume (Écosse, Pays de Galles et Irlande du Nord).

## Origine
Elle a été créée en 2000 à la suite d'un rapport du professeur James citant un grand nombre de maladies dangereuses ou mortelles liées à l'alimentation. Cette création a permis de séparer les responsabilités de l'ancien ministère qui s'occupait à la fois de l'agriculture, de l'industrie alimentaire et de la sécurité des aliments, une association qui pouvait présenter des risques sur l'indépendance des décisions.

## Organisation
Sir John Krebs a été le premier président de la Food Standards Agency. Il a démissionné en 2005 pour devenir directeur du Jesus College, Oxford. Deirdre Hutton a été présidente entre 2005 et Juillet 2009. Jeff Rooker est l'actuel président du conseil d'administration de l'Agence des normes alimentaires. Tim Bennett est le vice-président intérimaire.
L'Agence est conseillée par un certain nombre de comités d'experts indépendants, y compris: le Comité consultatif sur la science générale, le Comité consultatif sur la sécurité microbiologique des aliments, le Comité sur la toxicité, le Comité consultatif sur les nouveaux aliments et les procédés et la recherche en sciences sociales Comité.

### Liens  externes
- (en) Le site officiel